# フラックス弦楽四重奏団
フラックス弦楽四重奏団（フラックスげんがくしじゅうそうだん、FLUX Quartet）は、現代音楽の演奏を専門とするアメリカ合衆国の弦楽四重奏団。
1996年、ニューヨーク市で結成された。ヴァイオリニストのトム・チュウの呼掛けで結成し、1960年代に栄えたフルクサス（Fluxus）へのオマージュと希求を込めてFLUXと命名された。以来、カテゴリー化された審美観の否定を目指す多くのプロジェクトに尽力し、その一環として、6時間以上の演奏時間を誇るモートン・フェルドマンの弦楽四重奏曲第2番を演奏した。

## メンバー
- トム・チュウ - ヴァイオリン
- コンラート・ハリス - ヴァイオリン
- マックス・マンデル - ヴィオラ
- デイヴ・エガー - チェロ

## 典拠
1. ↑  biographies 2007年3月15日閲覧。